# Horst Deckert
Horst Deckert (11 de Outubro de 1918 - ) foi um comandante de U-Boot que serviu na Kriegsmarine durante a Segunda Guerra Mundial.

## Carreira

### Patentes
| 3 Abr 1937 | Offiziersanwärter    |
| 1 Mai 1938 | Fähnrich zur See     |
| 1 Jun 1939 | Oberfähnrich zur See |
| 1 Ago 1939 | Leutnant zur See     |
| 1 Set 1941 | Oberleutnant zur See |
| 1 Jan 1944 | Kapitänleutnant      |

### Condecorações
| Cruz de Ferro 2ª Classe           | 24 de abril de 1941    |
| Cruz de Ferro 1ª Classe           | 24 de abril de 1942    |
| Emblema de Guerra dos U-boot 1939 | 24 de abril de 1941    |
| Cruz Germânica em Ouro            | 19 de novembro de 1943 |